# Талер Санкт-Галлена
Талер Санкт-Галлена — денежная единица, выпускавшаяся до 1798 года монастырём Святого Галла и городом Санкт-Галлен.

## История
Монастырь Святого Галла, основанный в 613 году, получил право чеканки монет в 947 году, но начал их выпуск только примерно через 100 лет. Около 1205 года аббаты монастыря получили права князей церкви Священной Римской империи.
Город Санкт-Галлен, основанный в VII веке, первоначально принадлежал монастырю. В 1311 году город получил статус имперского города, а в 1457 году стал полностью независим от монастыря. Чеканку собственных монет город начал около 1400 года.
В 1790 году прекратилась чеканка городских монет, а в 1796-м — монет аббатства. В 1798 году, после провозглашения Гельветической республики, город Санкт-Галлен присоединился к ней и был включён в состав вновь образованного кантона Сентис. В том же году была введена единая денежная единица — франк Гельветической республики.
Акт посредничества от 19 февраля 1803 года прекратил существование Гельветической республики. Кантоны получали существенную самостоятельность, в том числе вновь могли чеканить собственную монету. В том же году на землях, принадлежавших ранее монастырю, был создан кантон Санкт-Галлен. Собственную чеканку кантон начал в 1807 году, однако новой денежной единицей кантона был уже не талер, а франк Санкт-Галлена.

## Монеты
Монетная система и набор номиналов монет аббатства и города со временем менялись, периодически чеканка монет приостанавливалась. В XVII—XVIII веках талер = 2 гульдена = 30 батценов = 120 крейцеров = 480 пфеннигов. В XVII веке диккен = 6 батценов.

### Монеты аббатства
В XVII веке монеты чеканились только в 1622 году. Были выпущены серебряные монеты в 1 и 2 талера.
В XVIII веке чеканились монеты:
- медные: 12 крейцеров;
- биллонные: 1 пфенниг, 1, 2, 4, 6, 10 крейцеров;
- серебряные: 12, 15, 20, 30 крейцеров, 1 гульден, 1⁄2, 1 талер (медвежий талер);
- золотые: в качестве торговых монет чеканились монеты в 1⁄2 и 1 дукат[2].

### Монеты города
В XVII веке город чеканил монеты:
- биллонные: 1 пфенниг, 3, 4 крейцера;
- серебряные: 3 батцена, 12, 24 крейцера, 1⁄2, 1, 2 талера (медвежий талер);
- золотые: в качестве торговых монет чеканились монеты в 2, 3, 4 дуката[3].

В XVIII веке чеканились монеты:
- биллонные: 1, 2 пфеннига, 1, 2, 3, 4, 6, 15 крейцеров;
- серебряные: 15, 30 крейцеров[4].